# Anaheim Convention Center

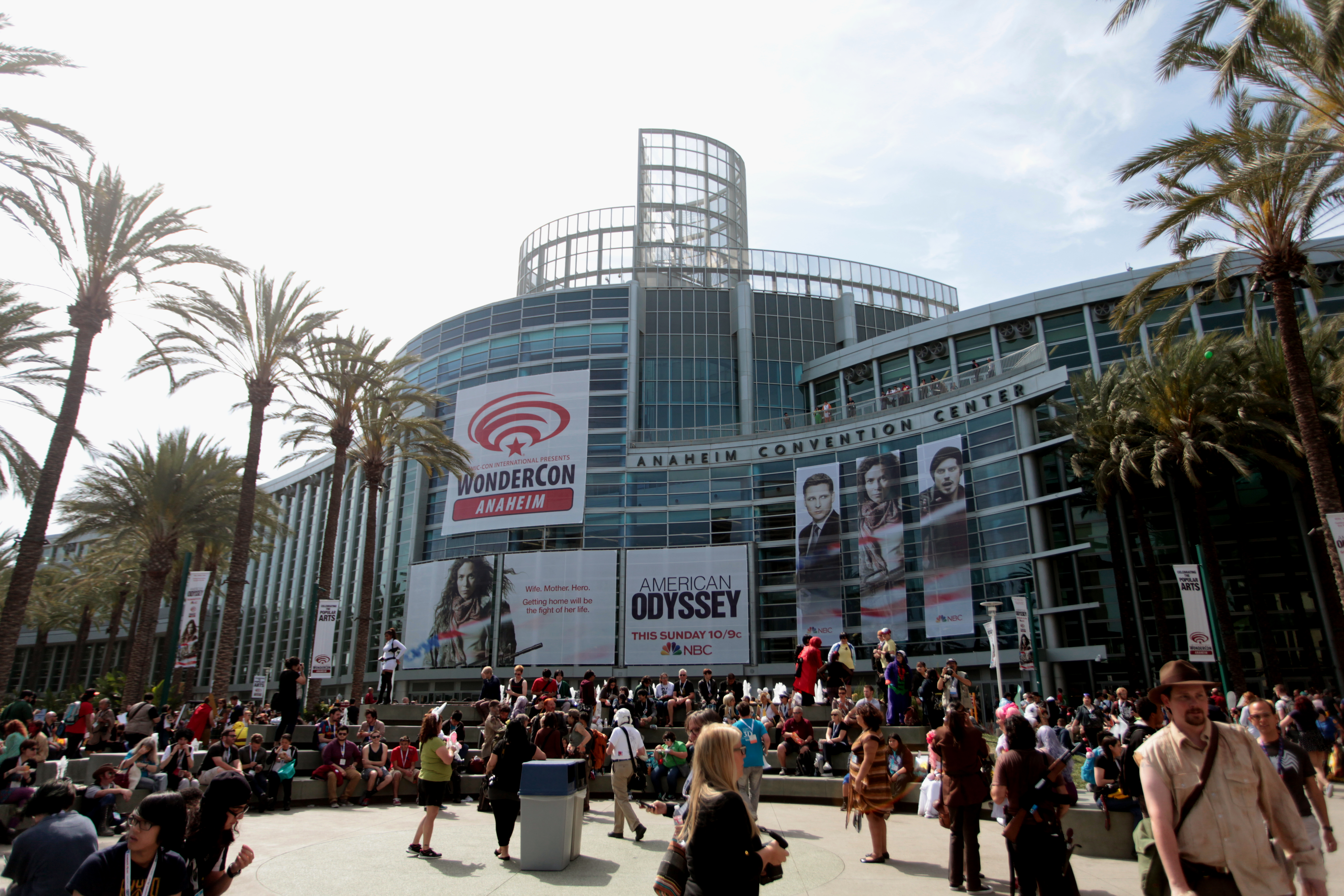
L'Anaheim Convention Center in occasione del Wondercon 2015

L’Anaheim Convention Center è il più grande centro congressi della città statunitense di Anaheim, California. È situato di fronte al Disneyland Resort sulla Katella Avenue. Il complesso, aperto nel luglio del 1967, include anche un'arena coperta utilizzata principalmente per la pallacanestro, e una sala congressi.
Il centro è stato ampliato cinque volte, tra il 1974 e il 2000, fino ad occupare un'area di 150000 m² comprendente uno spazio di 75700 m² per esposizioni, e 12000 m² per riunioni e sala da ballo. È il più grande centro espositivo della West Coast.
La sala del centro ha una capienza di massimo 9100 persone, che varia in base alle manifestazioni che si svolgono.
Inizialmente il centro ha ospitato le gare interne della stagione 1967-68 degli Anaheim Amigos della American Basketball Association, squadra che poi cambiò sede. In seguito ha ospitato innumerevoli eventi sportivi e non, tra i quali spiccano le gare di lotta ai Giochi Olimpici di Los Angeles del 1984.

## Eventi
Oltre a grandi tornei ed eventi legati al basket il centro ha ospitato un gran numero di manifestazioni ed esposizioni di ogni tipo.
Vi si tiene l'annuale appuntamento denominato BlizzCon tenuto della Blizzard Entertainment, a partire dalla prima edizione nel 2005.
Nel 2012 è stato teatro del VEX Robotics World Championship e vi erano presenti quasi 600 squadre. Nel 2013 il VEX Robotics World Championship è stato riproposto e ospitato nel centro che ha messo a disposizione tre sale per gli oltre 700 team di 24 nazionalità diverse.
Nel 2016 vi si è tenuto il Minecon 2016, fiera dedicata a Minecraft e ciò che lo riguarda.